# Поезд страха (фильм, 1980)
«Поезд страха» (англ. Terror Train) — американо-канадский фильм ужасов 1980 года режиссёра Роджера Споттисвуда. Фильм также известен под названием «Поезд ужаса». В 2008 году на экраны вышел ремейк фильма под названием «Поезд». Премьера фильма состоялась 3 октября 1980 года.

## Сюжет
Первокурсники решают разыграть своего приятеля, используя девушку Алейну, которая, по замыслу, должна выразить заинтересованность парнем. В результате этой затеи парень получает психологическую травму. Спустя три года те же студенты решают грандиозно отметить окончание университета и снимают для этого целый поезд. Кроме студентов в поезде находятся обслуживающий персонал и нанятый маг. Однако этим наличие людей в поезде не ограничивается, на нём также едет незваный гость — тот самый студент, над которым подшутили. Он собирается отомстить за усмешку над собой и последовательно убивает бывших обидчиков, скрываясь под масками убитых.

## В ролях
- Бен Джонсон — Карн, контролер
- Джейми Ли Кёртис — Алана (Алейна) Максвелл
- Харт Бокнер — Док Мэнли
- Дэвид Копперфильд — Кен, маг
- Дерек Маккиннон — Кенни Хэмпсон
- Вэнити — Мерри (в титрах указана как Ди Ди Винтерс)

## Номинации
В 1981 году фильм получил две номинации на премию «Сатурн»:
- Лучшая актриса — Джейми Ли Кёртис
- Лучший фильм